# .au
.au es el dominio de nivel superior geográfico (ccTLD) para Australia. Fue creado el 5 de marzo de 1986. La política de nombres de dominio es administrada por .au Domain Administration (auDA). A julio de 2018, el registro es operado por Afilias.

## Historia
El nombre de dominio fue asignado originalmente por Jon Postel, operador de IANA, a Kevin Robert Elz, de la Universidad de Melbourne, en 1986.
Tras un proceso de aproximadamente cinco años en la década de 1990, la industria de Internet creó un organismo autorregulador llamado .au Domain Administration (auDA) para gestionar el dominio. Obtuvo la aprobación de ICANN en 2001, y comenzó a aplicar un nuevo régimen competitivo para el registro de dominios el 1 de julio de 2002. Desde este nuevo régimen, cualquier registro debe solicitarse a través de un registrador.